# Kim Duddy
Kim Duddy (* 16. September 1957 Columbus (Ohio)) ist eine US-amerikanische Choreografin, Regisseurin und Autorin.

## Leben
Duddy studierte klassisches Ballett im Bud Kerwins Theatre of Ballet und bei Luigi und Rhett Denis in New York.
Als 20-Jährige zeigte sie eigene Choreografien unter anderem in Brasilien, Japan, Frankreich und Venezuela. Während ihrer Zeit am Broadway (1976 bis 1987) arbeitete sie unter anderem mit Bob Fosse zusammen, dessen Stil für sie prägend war. Sie spielte in Pippin, A Chorus Line (Musical), Best Little Whore House In Texas und anderen Produktionen.
1987 übersiedelte sie für das Musical Cats nach Wien und war auch bei anderen Produktionen für die Choreografie verantwortlich. Sie leitete drei Jahre das Ballett der Volksoper Wien.
2006 hatte ihr erstes Musical Carmen Cubana – A Latin Pop Opera Premiere, bei dem sie auch Regie führte und die Choreografie übernahm. 2009 folgte ihr zweites Musical Rockville.

## Ausbildung
The Kerwin Theatre Ballet – Abschluss 1976

## Musical Regie & Choreografie
2017: Cats – Thuner Seespiele
2015: Annie – Salzburger Landestheater
2015: Cats – Co-Regie und Choreographie – Freilichtspiele Tecklenburg
2013: The Wiz – Landestheater Linz / Deutsches Theater München
2010: The Full Monty – Ganz oder gar nicht – Musical Sommer Amstetten, Deutsches Theater München
2009: Rockville Uraufführung – Musical Sommer Amstetten – Deutsches Theater München
2008: Aida – Musical Sommer Amstetten
2007: Hair – Musical Sommer Amstetten
2005: Jesus Christ Superstar – Musical Sommer Amstetten
2006: Carmen Cubana Uraufführung – Musical Sommer Amstetten
2004: Barbarella Uraufführung – Vereinigte Bühnen Wien / Raimund Theater
2004: Footloose – Musical Sommer Amstetten
2002: The Who’s Tommy – Musical Sommer Amstetten
2001: Hair – Vereinigte Bühnen Wien / Raimund Theater; Musical Theater Bremen
1999: The Rocky Horror Show – Stadttheater Klagenfurt; Wörthersee Seebühne
1995: Sweet Charity – Musical Sommer Amstetten

## Musical Uraufführungen Choreografie
2022: Robin Hood – Musicalsommer Fulda – Regie: Matthias Davids
2021: Goethe! – Bad Hersfelder Festspiele – Regie: Gil Mehmert
2018: Meine Stille Nacht – Salzburger Landestheater / Felsenreitschule – Regie: Andreas Gergen
2017: I am from Austria – Vereinigte Bühnen Wien / Raimund Theater – Regie: Andreas Gergen
2016: Der Medicus – Schlosstheater Fulda – R: Holger Hauer
2013: Linie S1 – St. Pauli Theater Hamburg – Regie: Ulrich Waller
2011: Hinterm Horizont – Stage Entertainment / Theater Potsdamer Platz – R: Ulrich Waller
2007: Ich war noch niemals in New York – Stage Entertainment / Operettenhaus Hamburg – Regie: Christian Struppeck
2002: Wake Up – Vereinigte Bühnen Wien / Raimund Theater – Regie: Philippe Arlaud
2002: Titanic – Stage Entertainment / Neue Flora Hamburg – Regie: Eddy Habbema
2000: FMA – Falco meets Amadeus – Theater des Westens, Berlin – Regie: Elmar Ottenthal
1998: Hotline to Heaven – Schauspielhaus Wien – Regie: Barbara Spitz
1995: Gambler – Stadttheater Aachen – Regie: Elmar Ottenthal

## Musical Choreografie (Auswahl)
2024: Mary Poppins – Choreographie – Thunerseespiele – R: Matthias Davids
2023: Natascha, Pierre und der große Komet von 1812 – Choreographie – Landestheater Linz – R: Matthias Davids
2022: Anastasia – Choreographie – Landestheater Linz – Matthias Davids
2020: Cabaret – Hansa Theater Hamburg – Regie: Ulrich Waller
2019: Sister Act – Landestheater Linz – Regie: Andreas Gergen
2017: Bodyguard – Stage Entertainment / Teatro Coliseum Madrid – Regie: Carline Brouwer
2016: Spamalot – Salzburger Landestheater – Regie: Andreas Gergen
2015: Bodyguard – Stage Entertainment NL, Beatrix Theater Utrecht – Regie: Carline Brouwer
2014: Im weißen Rössl – Salzburger Landestheater – Regie: Andreas Gergen
2014: Shrek – mehr! entertainment / Tour – Regie: Andreas Gergen
2011: The Sound of Music – Salzburger Landestheater – Regie: Andreas Gergen / Christian Struppeck
2009: Jekyll & Hyde – Theater Magdeburg – Regie: Andreas Gergen / Christian Struppeck
2006: Grease – Theater St. Gallen – Regie: Werner Sobotka
2000: Fame – Musical Sommer Amstetten – Regie: Werner Sobotka
1999: Joseph and the Amazing Technicolor Dreamcoat – Musical Sommer Amstetten; Vereinigte Bühnen Wien / Raimund Theater – Regie: Werner Sobotka
1997: La Cage aux Folles – Stadttheater Klagenfurt – Regie: Dietmar Pflegerl
1996: Cabaret – Halle X Museumsquartier Wien – Regie: Meret Bartz
1995: Kiss me Kate – Volksoper Wien
1994: West Side Story – Musical Sommer Amstetten – Regie: Heinz Ehrenfreund
1993: Sound of Music – Schauspielhaus Wien – Regie: Hans Gratzer
1993: West Side Story – Stadttheater Aachen
1991: Blues Brothers – Theater Drachengasse Wien

## Autorin
Rockville – Uraufführung 2009 – Musical Sommer Amstetten
Carmen Cubana – A Latin Pop Opera – Uraufführung 2006 – Musical Sommer Amstetten

## Oper & Operette Choreografie (Auswahl)
2024: Die Lustige Witwe – Choreographie – Opernhaus Zürich – R: Barrie Kosky
2018: Die Aufteilung der Welt – Theater Kiel – Regie: Ulrich Waller
2010: Die Blume von Hawaii – Volksoper Wien – Regie: Helmut Baumann
2005: Lucia di Lammermoor – Stadttheater Klagenfurt – Regie: Dietmar Pflegerl
2005: Pique Dame – Stadttheater Klagenfurt – Regie: Dietmar Pflegerl
2000: Die Schöne Helena – Stadttheater Klagenfurt – Regie: Dietmar Pflegerl
1999: Manon – Stadttheater Klagenfurt – Regie: Dietmar Pflegerl

## Filmografie
2024: What a Feeling – Spielfilm, Geyrhalter Filmproduktion
2012: Im weißen Rössl, wehe Du singst – Kinofilm, Graffilm, Wieduwilt Film, Ziegler Film
2011: Die Tänzerin – Spielfilm, ORF/Sat1, epo-Film
2002: Poppitz – Spielfilm, Dor-Film
2001: The Bride of the Wind – Kinofilm, Terra Film
1994/1995: Peter Alexander Show – TV-Show, ORF
1993: Rainhard Fendrich ‚Nix is Fix‘ – TV-Show, ORF

## Konzert & Gala (Auswahl)
2015: We Are Musical Gala – Konzept, Regie und Choreographie – Vereinigte Bühnen Wien / Raimund Theater
2012: 100 Jahre in 100 Minuten – Springer Verlag
2012: Lifeball – Rathausplatz Wien
2009: Lifeball – Rathausplatz Wien
2003: Uwe Kröger in Concert – Ronacher Wien
1994: Lifeball – Rathausplatz Wien
1990: Best of Musicals Tour
1990: On Broadway – London

## Revue
2005: Casanova – Friedrichstadtpalast Berlin
2003: Revuepalast die Palastrevue – Friedrichstadtpalast Berlin

## Volksoper Wien / Ballettleitung (1996–1999)
Ballettabend „Dance Dance Dance“
Der Zigeunerbaron – Regie: David Alden
Wiener Blut – Regie: Robert Herzl
Die Fledermaus – Regie: Robert Herzl
Der Fidele Bauer – Regie: Robert Herzl

## Schauspiel (Auswahl)
Der Färber und sein Zwillingsbruder – Burgtheater Wien – Regie: Karlheinz Hackl
Die Dreigroschenoper – Burgtheater Wien – Regie: Paulus Manker
Der Menschenfeind – Akademietheater Wien – Regie: Matthias Hartmann
Romeo und Julia – Burgtheater Wien – Regie: Karlheinz Hackl
Rokoko von Cecilie Loveid – Wiener Festwochen
The Bouncers: Die Nacht gehört uns – John Godber – Theater Drachengasse Wien

## Auszeichnungen
2021: Deutscher Musical Theater Preis für Goethe! (Beste Choreographie)
2009: Niederösterreichischer Kulturpreis (Darstellende Kunst)